# Grand Prix Itálie 1956
Grand Prix Itálie ( XXVII Gran Premio d'Italia ) byla 8. závodem sezóny 1956, který se konal 3. září 1956 na okruhu Autodromo Nazionale Monza. Závod se jel i jako XVI Grand Prix d'Europe. Do Grand Prix Itálie vstupoval s největšími nadějemi na titul Juan Manuel Fangio, který měl náskok 8 bodů před Peterem Collinsem a Jeanem Behrou (oba 22 bodů). Fangiovi stačilo k zisku získat druhé místo a tím 6 bodů (započítávalo se pět nejlepších výsledků a tak by se mu škrtalo jedno třetí místo což jsou čtyři body, celkově by tak mel 32 bodů), za nejrychlejší kolo. Jean Behra potřeboval zvítězit a zajet nejrychlejší kolo a doufat že Fangio nebude bodovat. Peter Collins potřeboval zvítězit a za předpokladu, že by Fangio nebodoval by došlo k rovnosti bodů s Fangiem, Collins by ovšem disponoval jedním vítězstvím navíc.

## Kvalifikace
| Poř.   | No. | Jezdec                 | Konstruktér    | Čas    | Ztráta |
| ------ | --- | ---------------------- | -------------- | ------ | ------ |
| 1      | 22  | Juan Manuel Fangio     | Ferrari        | 2:42.6 | —      |
| 2      | 24  | Eugenio Castellotti    | Ferrari        | 2:43.4 | +0.8   |
| 3      | 28  | Luigi Musso            | Ferrari        | 2:43.7 | +1.1   |
| 4      | 16  | Piero Taruffi          | Vanwall        | 2:45.4 | +2.8   |
| 5      | 32  | Jean Behra             | Maserati       | 2:45.6 | +3.0   |
| 6      | 36  | Stirling Moss          | Maserati       | 2:45.9 | +3.3   |
| 7      | 26  | Peter Collins          | Ferrari        | 2:46.0 | +3.4   |
| 8      | 34  | Luigi Villoresi        | Maserati       | 2:47.7 | +5.1   |
| 9      | 30  | Alfonso de Portago     | Ferrari        | 2:47.8 | +5.2   |
| 10     | 18  | Harry Schell           | Vanwall        | 2:50.1 | +7.5   |
| 11     | 20  | Maurice Trintignant    | Vanwall        | 2:51.6 | +9.0   |
| 12     | 46  | Umberto Maglioli       | Maserati       | 2:52.7 | +10.1  |
| 13     | 44  | Roy Salvadori          | Maserati       | 2:54.6 | +12.0  |
| 14     | 40  | Luigi Piotti           | Maserati       | 2:58.6 | +16.0  |
| 15     | 6   | Jack Fairman           | Connaught-Alta | 2:59.2 | +16.6  |
| 16     | 42  | Gerino Gerini          | Maserati       | 3:02.6 | +20.0  |
| 17     | 38  | Paco Godia             | Maserati       | 3:02.9 | +20.3  |
| 18     | 14  | Toulo de Graffenried   | Maserati       | 3:03.3 | +20.7  |
| 19     | 2   | Les Leston             | Connaught-Alta | 3:04.3 | +21.7  |
| 20     | 8   | Hermano da Silva Ramos | Gordini        | 3:04.8 | +22.2  |
| 21     | 48  | Bruce Halford          | Maserati       | 3:05.0 | +22.4  |
| 22     | 10  | Robert Manzon          | Gordini        | 3:06.6 | +24.0  |
| 23     | 4   | Ron Flockhart          | Connaught-Alta | 3:08.1 | +25.5  |
| 24     | 12  | André Simon            | Gordini        | 3:13.3 | +30.7  |
| DNS    | 50  | Wolfgang von Trips     | Ferrari        |        |        |
| Zdroj: |     |                        |                |        |        |

## Popis závodu

### Účastníci
Největší pozornost se soustředila na souboj značek Ferrari a Maserati. Scuderia Ferrari nastoupila v silné sestavě šesti továrních vozů Ferrari D50s Fangiem, Collinsem, Castellottim, Mussem, de Portagem a von Tripsem, který ale v tréninku havaroval. Naproti tomu Maserati mělo na startu početní převahu, kromě 5 továrních Maserati 250F, startovalo dalších 7 soukromých vozů. Ale jediný Jean Behra měl teoretickou šanci na zisk titulu. Do závodu se zapojil i britský Connaught se třemi vozy a po vynechání Grand Prix Německa se vrátil i Vanwall. Dále startovní rošt doplňovaly i francouzské vozy Gordini.

### Závod
Nejlépe odstartoval Castellotti a Musso, ale jejich bláznivá jízda se brzo projevila na pneumatikách, a tak museli oba poměrně krátce po startu do boxu pro nové pneumatiky. Fangio, Moss, Collins a de Portago tvořili druhou skupinku, která se po zajetí Castellottiho a Mussa do boxu, dostala do vedení závodu. Jako první se z této skupiny stáhl Collins, který tak jako jeho kolegové z týmu Ferrari, měl potíže s pneumatikami. Ferrari do závodu nastoupilo s pneumatikami Englebert, které již v loňské Grand Prix nedokázali snést nápor klopených zatáček na trati v Monze. A jak se ukázalo tak i v tomto závodě dokázali tým Ferrari pořádně potrápit. Poté, co musel do boxů pro nové pneumatiky Collins, havaroval právě kvůli pneumatikám de Portago a o pár kol později potkal stejný osud i Castellottiho. Před polovinou závodu zajel do boxů Fangio se zlomeným řízením, oprava ale trvala dlouho a jakmile byl vůz znovu připraven dostal přednost Castellotti a Fangio jen nečinně seděl v boxech. V závodě mezitím vedl Moss před Schellem, Mussem a Collinsem. Luigi Musso setrval na trati poměrně dlouho a vypracoval se až na druhé místo, poté co Schell zajel dotankovat palivo. O pár kol později zajel ke svým mechanikům i Musso, a všichni předpokládali, že přenechá vůz Fangiovi, o to větší překvapení bylo, když Musso zůstal ve voze a v závodě pokračoval. Tato taktika mu vynesla třetí místo a když Schell ze závodu definitivně odstoupil byl znovu na druhé pozici.
Po odstoupení Jeana Behri byl ve hře o titul již jen na třetím místě jedoucí Collins, který ale při zastávce v boxech předal svůj vůz Fangiovi. Byla to jen taktická hra Ferrari, Collins jezdil na třetím místě, což mu na titul nestačilo a Fangio dovezl se štěstím vůz na druhém místě což znamenalo další tři body, které se mu ale škrtaly, protože se do šampionátu započítávalo pouze pět nejlepších výsledků. Fangio tak získal titul se stejným počtem bodů s jakým do Grand Prix Itálie nastupoval. Naopak Collins přišel o druhé místo v celkovém pořadí, protože místo 6 bodů, které by získal za druhé místo, získal pouhé tři body, právě proto, že poskytl vůz Fangiovi.
Vše nasvědčovalo tom, že pro vítězství si dojede již potřetí Moss, ale pět kol před cílem mu došlo palivo a zdálo se, že odstoupí. Vše zachránil jeho týmový kolega z Maserati Luigi Piotti, který zpomalil a zezadu najel do Mossova vozu a dotlačil ho k mechanikům. Moss sice ztratil vedení ve prospěch Mussa, ten ale dvě kola před koncem závodu odstoupil a tak se do čela znovu vrátil Moss, který nakonec i zvítězil.

## Závod
| Pozice | Jezdec                                               | Vůz                  | Čas       |
| ------ | ---------------------------------------------------- | -------------------- | --------- |
| 1      | Stirling Moss                                        | Maserati 250F        | 2:23'41.3 |
| 2      | Peter Collins (35. kol) Juan Manuel Fangio (15. kol) | Ferrari D50          | á 0:05,7  |
| 3      | Ron Flockhart                                        | Connaught B Type     | á 1 kolo  |
| 4      | Chico Godia                                          | Maserati 250F        | á 1 kolo  |
| Ret    | Luigi Musso                                          | Ferrari D50          | á 3 kola  |
| 5      | Jack Fairman                                         | Connaught B Type     | á 3 kola  |
| 6      | Luigi Piotti                                         | Maserati 250F        | á 3 kola  |
| 7      | Toulo de Graffenried                                 | Maserati 250F        | á 4 kola  |
| 8      | Juan Manuel Fangio (30. kol) Eugenio Castellotti     | Ferrari D50(16. kol) | á 4 kola  |
| 9      | André Simon                                          | Gordini Type 16      | 5 kol     |
| Ret    | Umberto Maglioli (30. kol) Jean Behra (12. kol)      | Maserati 250F        | á 8 kola  |
| 10     | Gerino Gerini                                        | Maserati 250F        | 8 kol     |
| 11     | Roy Salvadori                                        | Maserati 250F        | 9 kol     |
| Kolo   | Odstoupili                                           | -                    | -         |
| 32     | Harry Schell                                         | Vanwall VW (56)      | Rozvody   |
| 23     | Jean Behra                                           | Maserati 250F        | Magneto   |
| 16     | Bruce Halford                                        | Maserati 250F        | Motor     |
| 13     | Maurice Trintignant                                  | Vanwall VW (56)      | Rozvody   |
| 12     | Piero Taruffi                                        | Vanwall VW (56)      | Olej      |
| 9      | Eugenio Castellotti                                  | Ferrari D50          | Defekt    |
| 7      | Luigi Villoresi (4. kola) Jo Bonnier (3. kola)       | Maserati 250F        | á 8 kola  |
| 7      | Robert Manzon                                        | Gordini Type 16      | Šasi      |
| 6      | Alfonso de Portago                                   | Ferrari D50          | Defekt    |
| 6      | Les Leston                                           | Connaught B Type     | Zavěšení  |
| 3      | Hermano da Silva Ramos                               | Gordini Type 32      | Motor     |
|        | Nestartoval                                          | -                    | -         |
|        | Archie Scott Brown                                   | Connaught B Type     |           |
|        | Wolfgang von Trips                                   | Ferrari D50          |           |
|        | Louis Rosier                                         | Maserati 250F        |           |
|        | Horace Gould                                         | Maserati 250F        |           |

### Nejrychlejší kolo
Stirling Moss - Maserati- 2:45.5
- 6. nejrychlejší kolo Stirlinga Mosse
- 11. nejrychlejší kolo pro Maserati
- 7. nejrychlejší kolo pro Velkou Británii
- 1. nejrychlejší kolo pro vůz se startovním číslem 36

### Vedení v závodě
| Kola           | km     | Jezdec              | %   |
| 1. – 4. kolo   | 40 km  | Eugenio Castellotti | 8%  |
| 5. – 10. kolo  | 60 km  | Stirling Moss       | 12% |
| 11. kolo       | 10 km  | Harry Schell        | 2%  |
| 12. – 45. kolo | 340 km | Stirling Moss       | 68% |
| 46. – 47. kolo | 20 km  | Luigi Musso         | 4%  |
| 48. – 50. kolo | 30 km  | Stirling Moss       | 6%  |
| -------------- | ------ | ------------------- | --- |

### Postavení na startu
Juan Manuel Fangio - Ferrari- 2'42.6
- 24. Pole position Juana Manuela Fangia
- 25. Pole position pro Ferrari
- 27. Pole position pro Argentinu
- 1. Pole position pro vůz se startovním číslem 22

### Zajímavosti
- V závodě debutovali Jo Bonnier, Wolfgang von Trips a Les Leston
- Juan Manuel Fangio stanovil nový rekord 24 pole positions
- Juan Manuel Fangio stanovil nový rekord 29 podium

## Průběžné pořadí po závodě
|        | Pořadí | Jezdec             | Body    |
| ------ | ------ | ------------------ | ------- |
|        | 1      | Juan Manuel Fangio | 30 (33) |
| 2      | 2      | Stirling Moss      | 27 (28) |
| 1      | 3      | Peter Collins      | 25      |
| 1      | 4      | Jean Behra         | 22      |
|        | 5      | Pat Flaherty       | 8       |
| Zdroj: |        |                    |         |